# قانون سیورتس
قانون سیورتس ، در متالورژی فیزیکی و در شیمی ، قانونی است برای پیش بینی حلالیت گاز ها در فلزات. نام این قانون از نام شیمیدان آلمانی آدولف سیورتس (1947-1874) گرفته شده است. او مقاله ای را در سال 1929 منتشر کرد و در مورد جذب گازها توسط فلزات بحث کرد و قانونی را برای توصیف این پدیده پیشنهاد کرد. این قانون بیان می کند که حلالیت گاز دو اتمی در فلز با ریشه دوم فشار جزئی گاز در تعادل ترمودینامیکی متناسب است. هیدروژن، اکسیژن و نیتروژن نمونه هایی از گازهای دو اتمی محلول هستند که در متالورژی بسیار مورد توجه قرار می گیرند.

## توجیه
برای توجیه قانون سیورتس ، می توان واکنش انحلال گاز در فلز که شامل تفکیک مولکول گاز است را در نظر گرفت . به عنوان مثال، برای نیتروژن:
(اتم های محلول) 2N ⇌ (گاز مولکولی) N2
برای واکنش بالا، ثابت تعادل برابر است با : {\displaystyle K={\frac {c_{\text{at}}^{2}}{p_{\text{mol}}}}}
در این رابطه :
{\displaystyle c_{\text{at}}} : غلظت اتم های محلول (در مورد بالا، نیتروژن اتمی N)
{\displaystyle p_{\text{mol}}} : فشار جزئی گاز در سطح مشترک با فلز (در مورد بالا، نیتروژن مولکولی N2)
بنابراین : {\displaystyle c_{\text{at}}={\sqrt {Kp_{\text{mol}}}}}